# Avant Garde Sportive Mascara
Pour les articles homonymes, voir Mascara.
Maillots
L'Avant Garde Sportive de Mascara (en arabe : الطليعة الرياضي معسكر), plus couramment abrégé en AGS Mascara, est un club de football algérien fondé en 1900 et disparu en 1962, situé à Mascara. Il évoluait au Stade Municipal de Mascara.
| \| Mascara \| Le club est basé à Mascara , dans la Wilaya de Mascara (a l'ouest de l'Algérie). |
| Mascara                                                                                        |

## Histoire
L'Avant Garde Sportive de Mascara est créée en 1900 dans la ville de Mascara par des colons européens qui étaient des amateurs du sport et du football. Le 25 juin 1911, l'avant-Garde de Mascara fusion avec une autre association. Antoine Greffier est élu président et reste à la tête de la société jusqu'en 1940.

## Palmarès
Le palmarès de l'Avant Garde Sportive de Mascara est le suivant :
| Compétitions nationales |
| --- |
| - Championnat d'Oranie (1) : - Champion : 1959-60. - Championnat de Promotion d'Honneur d'Oranie (2) : - Champion : 1931-32 et 1950-51, - Coupe d'Algérie (FFF) : - Finaliste : 1956-57, - Coupe de France de football: Trente-deuxièmes de finale 1960 |

### Classement en championnat d'Oranie par année
- 1920-21 : Promotion d'Honneur, ?e
- 1921-22 : Promotion d'Honneur, ?e
- 1922-23 : Promotion d'Honneur, ?e
- 1923-24 : Promotion d'Honneur, ?e
- 1924-25 :
- 1925-26 : Division d'Honneur, ?e
- 1926-27 :
- 1927-28 :
- 1928-29 :
- 1929-30 :
- 1930-31 :
- 1931-32 : Promotion d'Honneur, 1re Champion
- 1932-33 : Division d'Honneur, 7e
- 1933-34 : Division d'Honneur, 7e
- 1934-35 : Division d'Honneur, 6e
- 1935-36 : Division d'Honneur, 9e
- 1936-37 : Division d'Honneur, 10e,  Joue les barrages et conserve sa place
- 1937-38 : Division d'Honneur, 8e
- 1938-39 : Division d'Honneur, 9e
- 1939-40 : Division d'Honneur, ?e
- 1940-41 : Division d'Honneur, ?e
- 1941-42 : Division d'Honneur, ?e
- 1942-43 : Division d'Honneur, ?e
- 1943-44 : Division d'Honneur, ?e
- 1944-45 : Division d'Honneur, ?e
- 1945-46 : Division d'Honneur, 3e
- 1946-47 : Division d'Honneur, 6e
- 1947-48 : Division d'Honneur, 3e
- 1948-49 : Division d'Honneur, 12e
- 1949-50 : Promotion d'Honneur, 3e
- 1950-51 : Promotion d'Honneur, 1re Champion
- 1951-52 : Division d'Honneur, 11e
- 1952-53 : Division d'Honneur, 7e
- 1953-54 : Division d'Honneur, 8e
- 1954-55 : Division d'Honneur, 11e
- 1955-56 : Promotion d'Honneur, Gr.Est, 5e
- 1956-57 :
- 1957-58 : Division d'Honneur, ?e
- 1958-59 : Division d'Honneur, ?e
- 1959-60 : Division d'Honneur, 1re Champion
- 1960-61 : CFA Algérie, ?e
- 1961-62 : CFA Algérie, ?e Compétition arrêtée

## Personnalités du club

### Président du Club
- Antoine Greffier
- Edmond Enthovan
- Cholé Fernaud
- Tatan René
- Mercier Jean
- Catroux André
- Paul Aguiel

### Entraîneur du Club
- Meflah Aoued

## Joueurs emblématiques
Quelques joueurs qui ont marqué l'histoire de l'avant Garde Sportive de Mascara.
- Meflah Aoued
- Abdelkader Benzaoui
- Robert Ivorra
- Louis Jorro
- Joseph Klifa
- Ernest Libérati
- Albert Nakam
- Ernest Quilles
- Alphonse Robergeot
- Ange Rueda
- Gilbert Rueda
- Rolland Rueda